# Генріх Вольф
Генріх Вольф (нім. Heinrich Wolf; 20 жовтня 1875 — грудень 1943) — австрійський шахіст.

## Спортивні досягнення
| Рік  | Місто    | Турнір                                 | + | - | =  | Результат | Місце  |
| ---- | -------- | -------------------------------------- | - | - | -- | --------- | ------ |
| 1902 |          | Матч проти Й. Бернштейна               |   |   |    | з         |        |
| 1905 | Остенде  | 1-й міжнародний турнір                 | 7 | 9 | 10 | 12 з 26   | 10     |
|      | Бармен   | Міжнародний турнір «А»                 | 2 | 3 | 10 | 7 з 15    | 7 — 10 |
| 1906 | Остенде  | 2-й міжнародний турнір                 |   |   |    | з         |        |
|      | Нюрнберг | 15-й конгрес Німецького шахового союзу | 6 | 3 | 7  | 9½ з 16   |        |
| 1907 | Карлсбад | 1-й міжнародний турнір                 | 5 | 4 | 11 | 10½ з 20  | 10     |
| 1923 | Карлсбад | 3-й міжнародний турнір                 | 3 | 7 | 7  | 6½ з 17   | 14     |
|      |          |                                        |   |   |    |           | з      |